# Макеоана
Макеоана (англ. Makeoana) — одна з місцевих громад, що розташована в районі Береа, Лесото. Населення місцевої громади у 2006 році становило 33 445 осіб.